# Гуго I (герцог Бургундии)
Гуго (Юг) I (фр. Hugues I, ок. 1057 — 29 августа 1093, Клюни) — герцог Бургундии в 1076—1079, с 1079 года настоятель одного из монастырей в конгрегации Клюни, старший сын Генриха Донцеля и Сибиллы Барселонской.

## Биография
Генрих Донцель умер рано, и Гуго стал наследником деда, Роберта I. Хотя Роберт желал отдать герцогство своему третьему сыну, Роберту, в обход прав внука, после его смерти бургундские бароны собрались в Дижоне и провозгласили Гуго герцогом.
Гуго смог навести порядок в Бургундии, заключив мир с вассалами. Хроники хвалят его справедливость и твердость по отношению к непослушным баронам. В 1078—1079 годах Гуго участвовал в походе в Испанию, где помогал королю Арагона и Наварры Санчо Рамиресу бороться с маврами.
После смерти жены, Иоланды Неверской, Гуго отрёкся от герцогского престола в пользу своего брата Эда I, после чего стал настоятелем одного из монастырей, подчинённого аббатству Клюни.

## Брак
Жена: с 1075 года Иоланда Неверская (1058—1078), дочь Гильома I, графа Невера. Детей не было.